# Tisqi
Tisqi (en àrab تسقي, Tisqī; en amazic ⵜⵉⵙⵇⵉ) és una comuna rural de la província d'Azilal, a la regió de Béni Mellal-Khénifra, al Marroc. Segons el cens de 2014 tenia una població total de 6.147 persones.